# Улюколь
Улюколь — деревня в Дзержинском районе Красноярского края. Входит в состав Михайловского сельсовета.

## География
Населённый пункт расположен в южной части района, на берегах реки Ильинка и на западном берегу озера Улюколь.

## История
Деревня Улюколь-Озеро была основана в 1630 году. По данным 1926 года в деревне имелось 143 хозяйства и проживало 618 человек (301 мужчина и 317 женщин). В национальном составе населения преобладали русские. В административном отношении Улюколь-Озеро являлось центром Улюколь-Озерского сельсовета Рождественского района Канского округа Сибирского края.

## Население
| 2010 |
| ---- |
| 644  |